# International Chamber of Shipping
International Chamber of Shipping è un'associazione internazionale di categoria che rappresenta le imprese di trasporto navale.
L'organizzazione, fondata nel 1921, ha sede a Londra e raggruppa 36 federazioni nazionali di imprese armatoriali, oltre a 4 membri affiliati e 9 associati, che rappresentano circa l'80% del totale della stazza mercantile al mondo.
Scopo dell'associazione, accreditata come organizzazione non governativa presso l'Organizzazione marittima internazionale fin dal 1961, è quello di rappresentare unitariamente il settore di fronte alle autorità ed agli organismi internazionali e nazionali, promuovendo la cooperazione e lo sviluppo ed implementazione di standard operativi a tutela della qualità e dell'efficienza del servizio, della sicurezza e dell'ambiente.
Nel corso del tempo ICS ha contribuito alla stesura, all'implementazione ed all'aggiornamento della Convenzione internazionale per la salvaguardia della vita umana in mare (SOLAS) e delle altre convenzioni internazionali in ambito marittimo (MARPOL, ISPS, ISM).
L'organizzazione opera in stretta sinergia, condividendo gran parte dei membri ed avendo un segretariato comune, con l'International Shipping Federation (ISF), che invece cura la rappresentanza delle stesse imprese quali datori di lavoro.